# Ukrán-pajzs
Az Ukrán-pajzs (ukránul: Украї́нський щит, Ukrajinszkij scsit) prekambriumi kristályos kőzetekből álló kontinentális kéregrész, mely a Kelet-európai-tábla (Fennoszarmácia) ősmasszívum felszíni kibúvásaként jött létre a proterozoikum végére. Hossza 900–1000 km, maximális szélessége 250 km, területe 180 000 km².
A tektonikus törések alapján kialakult blokkjai a Voliny-Podóliai, Ovrucsi, Dnyepermelléki, Azovmelléki, Kirovohradi, Zsitomiri, Bila Cerkva-i, Umanyi és  Vinicja-Mohiljevi, melyek további kisebb részekre tagolhatók. Az Azovmelléki-hátság területén találhatóak a legrégibb, több mint 3,5 milliárd éves kőzetek (ultrabázitok és tonalitok). A pajzs (plagiogranitoidok és granodioritok) 3–3,5 milliárd éves. A pajzs nagy része egy 1,75 milliárd éves gránitpluton, amit — különösen a délnyugati részén — 1,65–1,2 milliárd éves kvarcitok és vulkanitok (diabáz, illetve porfiritek) törnek át. A pajzs legfelső része mállási kéreg, amit a pleisztocén időszakban lerakódott, úgynevezett periglaciális (tehát jégtakaró körüli) lösz borít. A Dnyepermelléki-hátság és az Azovmelléki-hátság a kristályos aljzat kiemelkedései.